# Ink bokförlag
Ink bokförlag var ett svenskt bokförlag som grundades 1998 av skribenterna Aase Berg, Niklas Darke och Björn Wiman. Totalt hade förlaget fyra olika redaktioner. Verksamheten och tillgångarna skänktes alltid från en redaktion till nästa.

## Utgivning
- Niklas Darke (1999). Willies kök: roman. ISBN 9197358606
- Paul Soares (1999). Det finns inga hajar i Tisaren: tjugofyra fragment. ISBN 9197358614
- Ola Julén (1999). Orissa. ISBN 9197358622
- Lisa Lindberg, red (2001). Tittut!: tio nya svenska författare. ISBN 9197358630
- Julén, Ola (2002). Orissa / 400: kärleksdikter. ISBN 91-973586-4-9[a]
- Isak Sundström (2005). Till slut fick jag ont i mina ögon. ISBN 91-973586-5-7 (diktsamling)
- Daniel Möller (2006). Skulle kunna röra dej. ISBN 9197358665 (noveller)
- Lydia Wistisen (2008). Lungmos: ett dussin recept. ISBN 9789197358675 (med illustrationer av Emilia Burga)
- Isak Sundström (2008). Buren. ISBN 9789197358682
- Rasmus Fleischer (2009). Det postdigitala manifestet: hur musik äger rum. ISBN 9789197358699
- Helena Granström (2010). Det barnsliga manifestet. ISBN 9789197846905
- Christopher Kullenberg (2010). Det nätpolitiska manifestet. ISBN 9789197846912
- Rasmus Fleischer (2011). Boken / Biblioteket. ISBN 9789197846929 (två volymer)
- Carl-Michael Edenborg (2012). Det parapornografiska manifestet:. ISBN 9789197846936
- Rasmus Fleischer (2012). Musikens politiska ekonomi: lagstiftningen, ljudmedierna och försvaret av den levande musiken, 1925–2000. ISBN 9789197846943 (doktorsavhandling)